# Der Chinesenpapagei
Der Chinesenpapagei ist ein US-amerikanischer Kriminal-Stummfilm von Paul Leni aus dem Jahre 1927 rund um den sino-amerikanischen Detektiv Charlie Chan.

## Handlung
Mrs. Phillmore steckt finanziell in der Klemme. Daher sieht sie sich genötigt, ein wertvolles Perlencollier zu versetzen. Philipp Madden, ein vermögender Kaufmann aus Singapur, möchte ihr den Schmuck abkaufen, hat dabei aber auch noch etwas anderes im Sinn: er will sich an Mrs. Phillmore rächen, da sie ihn einst verschmäht hatte. Als Madden zum ersten Mal ihre Tochter Sally sieht, fokussiert er fortan seinen Blick in Richtung der hübschen, jungen Frau. Die aber ist längst verbandelt mit Robert „Bob“ Eden. Madden beauftragt den chinesischen Detektiv Charlie Chan, das Collier in sein in der kalifornischen Wüste gelegenes Haus zu überstellen, während Sally und Bob glauben, dass sie das Collier bringen sollen.
Währenddessen wurden Madden und sein chinesischer Koch Opfer eines Banden-Überfalls, bei dem der neue Collier-Eigner schwer verletzt wurde. Einer der Verbrecher sieht Philipp Madden täuschend ähnlich und spielt dessen Rolle perfekt, als Sally und Bob in dem abgelegenen Madden-Haus eintreffen. Doch die Ganoven haben nicht mit Charlie Chan gerechnet, der nun wiederum die Rolle von Maddens chinesischem Koch übernimmt und mit seiner Maskerade einen Gangster nach dem anderen unschädlich macht. Ein dressierter chinesischer Papagei, der beim Überfall anwesend ist, hilft Charlie Chan durch sein Gekrächze. Madden verzichtet schließlich großmütig sowohl auf Sally als auch auf das Perlencollier.

## Produktionsnotizen
Der Chinesenpapagei, in Österreich unter Der chinesische Papagei verliehen, erlebte am 23. Oktober 1927 seine Uraufführung. In Deutschland lief der Film am 15. Dezember an, in Österreich war er für den 27. April 1928 vorgesehen. Dort besaß er eine Länge von etwa 2300 Metern auf sieben Akte. Die Außendrehs fanden im Death Valley National Park statt. Der Film gilt heute als verschollen.

## Kritik
In Paimann’s Filmlisten ist zu lesen: „Das Sujet ist nicht alltäglich und sehr interessant gearbeitet. Es wird nach zwei, fünfundzwanzig beziehungsweise zwanzig Jahre vor der Haupthandlung spielenden Prologen sehr spannend. Allerdings setzt es beim Beschauer Aufmerksamkeit und rasches Denken voraus. Die Darstellung ist in allen Rollen ausgezeichnet, die Regieführung einfallsreich und kontinuierlich, Aufmachung und Photographie sauber.“